# Nils Selander
Nils Johan Theodor Selander, född 24 juni 1845 i Stockholm, död där 10 april 1922, var en svensk militär, kartograf och målare.
Selander började sin militära karriär som underlöjtnant vid Värmlands regemente 1864 Värmlands regemente, löjtnant där 1869, kapten vid Generalstaben 1879, lärare vid Krigshögskolan 1885–1894, major vid Hälsinge regemente 1887, överstelöjtnant vid Västgötadals regemente 1894, överste i armén 1898 och slutade som överste och chef för Västernorrlands regemente 1899–1907. Han blev riddare av Svärdsorden 1886,  kommendör av andra klassen av samma orden 1901 och kommendör av första klassen 1905.
Selander hade starka konstnärliga anlag och ett stort konstintresse och studerade vid Konstakademien 1858–1859 och 1867–1868. Han var kamrer vid Dramatiska teatern i Stockholm 1907–1922 och ordförande för Musikföreningen i Stockholm 1886–1893. Han utgav 1882–1883 en Karta öfver Sverige i 14 blad och tillsammans med sin bror, läkaren Edvard Selander, de båda memoarverken Två gamla stockholmares anteckningar och Carl XV:s glada dagar ur två gamla stockholmares anteckningar från 1860- och 1870-talen. Hans konst består huvudsakligen av landskapsskildringar.
Nils Selander var son till professor Nils Haqvin Selander och Maria Mathilda Charlotta Neijber. Han var från 1872 gift med Mathilda Constance Behrling (1850–1924). De var föräldrar till Einar Selander. Makarna är begravna på Norra begravningsplatsen utanför Stockholm.